# 潭水亭觀音媽廟
潭水亭觀音媽廟，是位於臺灣臺中市潭子區之觀音廟，建於1801年，是潭子的信仰中心。

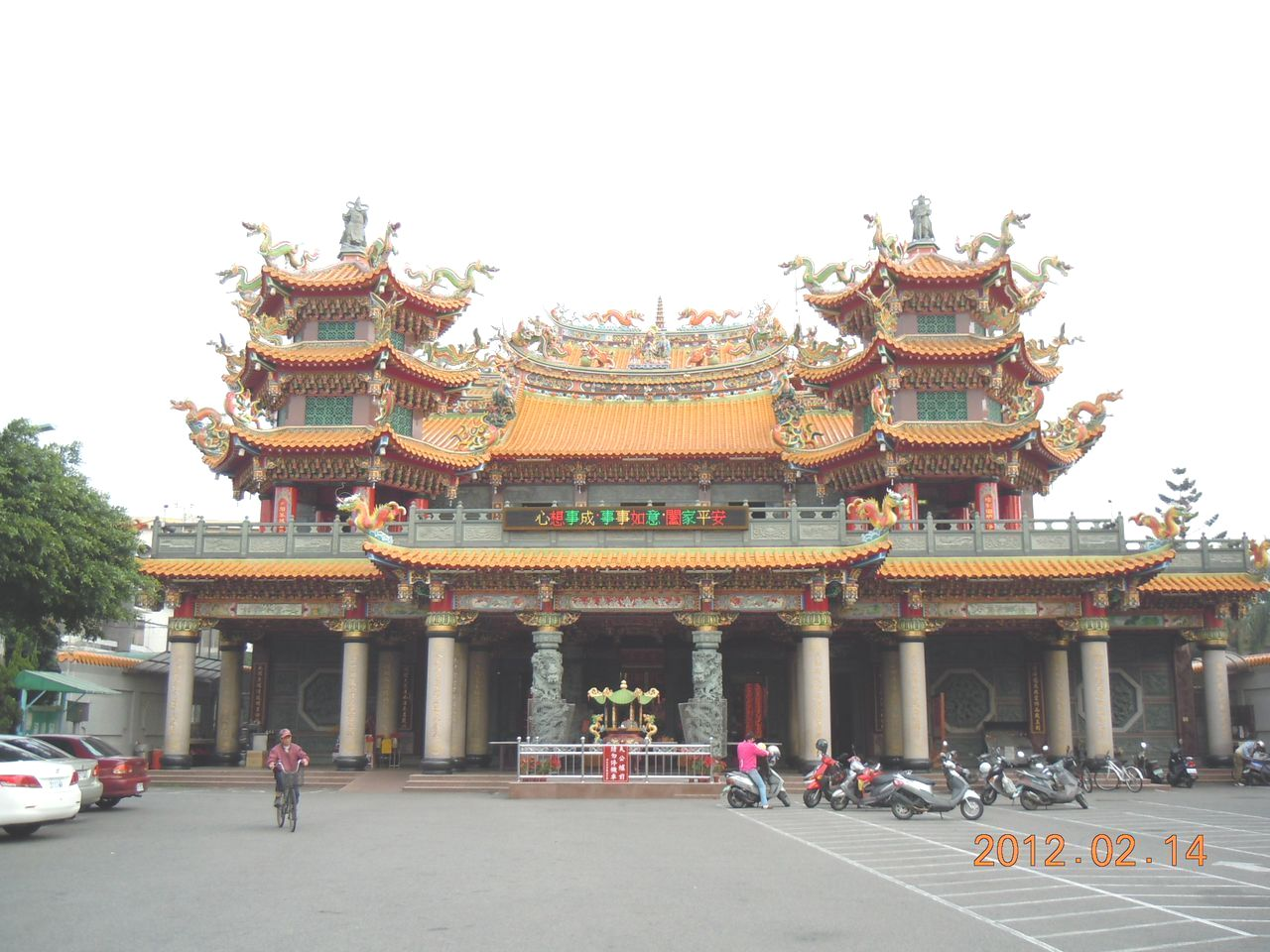
潭水亭觀音媽廟

主祀觀音菩薩（觀音媽），配祀釋迦牟尼佛、玉皇上帝、三官大帝、地藏王菩薩、至聖先師、神農大帝、天上聖母、註生娘娘、關聖帝君、十八羅漢、巧聖先師、福德正神等神佛。
相傳乾隆年間，一尊木雕的觀音像順著水流，漂流至此，夜間放光，鄉民驚歎不已，築石板小屋奉之，1801年由仕紳林仕樞發起建廟，1824年整修，1878年增建拜亭，1920年水災重修，1923年完工。1968年再重修，1976年完工。1991年收購廟後民宅十一間，建造大雄寶殿。
當地人深信觀音菩薩法力無邊，尤其可以保佑幼兒平安長大，故往往到本廟拜觀音媽為「義母」，現在已經義子女有萬人以上。
每年的祭典日為農曆二月十九觀音菩薩誕辰，六月十九觀音得道紀念日，農曆九月十九觀音出家紀念日。並有舉辦學子成年禮、義子女回庵參拜儀式等。農曆六月十九日，是潭子墘文化季活動開羅，並結合潭水亭觀音媽得道日的盛大慶典，加上荔枝與竹筍大餐，可說是潭子一大盛事。
為避免賄選風氣，以擲筊方式由神示決定主委。

## 註腳
1. ↑  .   [2020-10-26]. （原始内容存档于2020-10-29）.
2. ↑  .   [2020-10-26]. （原始内容存档于2020-10-31）.